# ساتيلايت بيتش
ساتيلايت بيتش (بالإنجليزية: Satellite Beach)‏ هي مدينة أمريكية تقع في ولاية فلوريدا. تبلغ مساحتها 11.1 (كم²) وعدد سكانها 10109 نسمة حسب إحصاء سنة 2010 م. تشير إحصاءات سنة 2000م بأن الكثافة السكانية في هذه المدينة تقدر بـ(1,484.02) نسمة/كم2.

## التركيبة السكانية
حدّد مكتب تعداد الولايات المتحدة بيانات التركيبة السكانية لساتيلايت بيتش في تعداد الولايات المتحدة التركيبة السكانية حسب تعدادي 2000 و2010 كما يلي:

### تعداد عام 2000
بلغ عدد سكان ساتيلايت بيتش 9,577 نسمة بحسب تعداد عام 2000، وبلغ عدد الأسر 3,952 أسرة وعدد العائلات 2,876 عائلة مقيمة في المدينة. في حين سجلت الكثافة السكانية 862.8 نسمة لكل كيلومتر مربع (2,234.6/ميل2). وبلغ عدد الوحدات السكنية 4,257 وحدة بمتوسط كثافة قدره 383.5 لكل كيلومتر مربع (993.3/ميل2).
وتوزع التركيب العرقي للمدينة بنسبة 94.99% من البيض و1.02% من الأمريكيين الأفارقة و0.18% من الأمريكيين الأصليين و1.55% من الأمريكيين ذوي الأصول الآسيوية و0.03% من سكان جزر المحيط الهادئ و0.67% من الأعراق الأخرى و1.57% من عرقين مختلطين أو أكثر و2.95% من الهسبانيون أو اللاتينيون من أي عرق.
بلغ عدد الأسر 3,952 أسرة كانت نسبة 29.4% منها لديها أطفال تحت سن الثامنة عشر تعيش معهم، وبلغت نسبة الأزواج القاطنين مع بعضهم البعض 60.3% من أصل المجموع الكلي للأسر، ونسبة 9.2% من الأسر كان لديها معيلات من الإناث دون وجود شريك، بينما كانت نسبة 3.3% من الأسر لديها معيلون من الذكور دون وجود شريكة وكانت نسبة 27.2% من غير العائلات. تألفت نسبة 22.5% من أصل جميع الأسر من عدة أفراد يعيشون في نفس المنزل ونسبة 10.7% كانت تتألف من شخص يعيش بمفرده يبلغ من العمر 65 عاماً أو أكثر. وبلغ متوسط حجم الأسرة المعيشية 2.42، أما متوسط حجم العائلات فبلغ 2.83.
بلغ العمر الوسطي للسكان 44.9 عاماً. وكانت نسبة 21.8% من القاطنين تحت سن الثامنة عشر، وكانت نسبة 5.3% بين الثامنة عشر والرابعة والعشرين عاماً، ونسبة 23% كانت واقعةً في الفئة العمرية ما بين الخامسة والعشرين والرابعة والأربعين عاماً، ونسبة 28.3% كانت ما بين الخامسة والأربعين والرابعة والستين، ونسبة 21.5% كانت ضمن فئة الخامسة والستين عاماً فما فوق. يوجد لكل 100 أنثى 95.0 ذكر، ويوجد لكل 100 أنثى في الثامنة عشر من عمرها فما فوق 92.3 ذكر.
بلغ متوسط دخل الأسرة في المدينة 55,571 دولارًا، أما متوسط دخل العائلة فبلغ 63,442 دولارًا. وكان متوسط دخل الذكور 42,079 دولارًا مقابل 28,259 دولارًا للإناث. وسجل دخل الفرد الخاص بالمدينة 27,181 دولارًا. وكانت نسبة 2.7% من العائلات ونسبة 4.5% من السكان تحت خط الفقر، وكان من هؤلاء نسبة 4.2% تحت سن الثامنة عشر ونسبة 4.8% في الخامسة والستين من العمر وما فوق.

### تعداد عام 2010
بلغ عدد سكان ساتيلايت بيتش 10,109 نسمة بحسب تعداد عام 2010، وبلغ عدد الأسر 4,283 أسرة وعدد العائلات 2,928 عائلة مقيمة في المدينة. في حين سجلت الكثافة السكانية 910.7 نسمة لكل كيلومتر مربع (2,358.7/ميل2). وبلغ عدد الوحدات السكنية 4,953 وحدة بمتوسط كثافة قدره 446.2 لكل كيلومتر مربع (1,155.7/ميل2).
وتوزع التركيب العرقي للمدينة بنسبة 92.95% من البيض و1.97% من الأمريكيين الأفارقة و0.27% من الأمريكيين الأصليين و1.75% من الأمريكيين ذوي الأصول الآسيوية و0.05% من سكان جزر المحيط الهادئ و0.77% من الأعراق الأخرى و2.25% من عرقين مختلطين أو أكثر و5.81% من الهسبانيون أو اللاتينيون من أي عرق.
بلغ عدد الأسر 4,283 أسرة كانت نسبة 28.2% منها لديها أطفال تحت سن الثامنة عشر تعيش معهم، وبلغت نسبة الأزواج القاطنين مع بعضهم البعض 53.7% من أصل المجموع الكلي للأسر، ونسبة 10.4% من الأسر كان لديها معيلات من الإناث دون وجود شريك، بينما كانت نسبة 4.2% من الأسر لديها معيلون من الذكور دون وجود شريكة وكانت نسبة 31.6% من غير العائلات. تألفت نسبة 25.7% من أصل جميع الأسر من عدة أفراد يعيشون في نفس المنزل ونسبة 12.4% كانت تتألف من شخص يعيش بمفرده يبلغ من العمر 65 عاماً أو أكثر. وبلغ متوسط حجم الأسرة المعيشية 2.36، أما متوسط حجم العائلات فبلغ 2.81.
بلغ العمر الوسطي للسكان 46.4 عاماً. وكانت نسبة 20.6% من القاطنين تحت سن الثامنة عشر، وكانت نسبة 6.3% بين الثامنة عشر والرابعة والعشرين عاماً، ونسبة 21.1% كانت واقعةً في الفئة العمرية ما بين الخامسة والعشرين والرابعة والأربعين عاماً، ونسبة 31.7% كانت ما بين الخامسة والأربعين والرابعة والستين، ونسبة 20.3% كانت ضمن فئة الخامسة والستين عاماً فما فوق. وتوزع التركيب الجنسي للسكان بنسبة 48.6% ذكور و51.4% إناث.

## المناخ
يظهر الجدول التالي التغييرات المناخية على مدار السنة لساتيلايت بيتش:
| البيانات المناخية لـساتيلايت بيتش | البيانات المناخية لـساتيلايت بيتش | البيانات المناخية لـساتيلايت بيتش | البيانات المناخية لـساتيلايت بيتش | البيانات المناخية لـساتيلايت بيتش | البيانات المناخية لـساتيلايت بيتش | البيانات المناخية لـساتيلايت بيتش | البيانات المناخية لـساتيلايت بيتش | البيانات المناخية لـساتيلايت بيتش | البيانات المناخية لـساتيلايت بيتش | البيانات المناخية لـساتيلايت بيتش | البيانات المناخية لـساتيلايت بيتش | البيانات المناخية لـساتيلايت بيتش | البيانات المناخية لـساتيلايت بيتش |
| الشهر                             | يناير                             | فبراير                            | مارس                              | أبريل                             | مايو                              | يونيو                             | يوليو                             | أغسطس                             | سبتمبر                            | أكتوبر                            | نوفمبر                            | ديسمبر                            | المعدل السنوي                     |
| --------------------------------- | --------------------------------- | --------------------------------- | --------------------------------- | --------------------------------- | --------------------------------- | --------------------------------- | --------------------------------- | --------------------------------- | --------------------------------- | --------------------------------- | --------------------------------- | --------------------------------- | --------------------------------- |
| الدرجة القصوى °ف (°م)             | 86 (30)                           | 88 (31)                           | 93 (34)                           | 96 (36)                           | 96 (36)                           | 98 (37)                           | 99 (37)                           | 98 (37)                           | 95 (35)                           | 93 (34)                           | 90 (32)                           | 87 (31)                           | 99 (37)                           |
| متوسط درجة الحرارة الكبرى °ف (°م) | 70 (21)                           | 71 (22)                           | 75 (24)                           | 79 (26)                           | 82 (28)                           | 86 (30)                           | 87 (31)                           | 88 (31)                           | 87 (31)                           | 82 (28)                           | 77 (25)                           | 72 (22)                           | 80 (27)                           |
| المتوسط اليومي °ف (°م)            | 63 (17)                           | 65 (18)                           | 68 (20)                           | 73 (23)                           | 77 (25)                           | 80 (27)                           | 82 (28)                           | 82 (28)                           | 82 (28)                           | 77 (25)                           | 71 (22)                           | 66 (19)                           | 74 (23)                           |
| متوسط درجة الحرارة الصغرى °ف (°م) | 57 (14)                           | 58 (14)                           | 62 (17)                           | 67 (19)                           | 72 (22)                           | 75 (24)                           | 77 (25)                           | 77 (25)                           | 77 (25)                           | 73 (23)                           | 66 (19)                           | 60 (16)                           | 68 (20)                           |
| الحد الأدنى المتوسط °ف (°م)       | 40 (4)                            | 43 (6)                            | 48 (9)                            | 56 (13)                           | 65 (18)                           | 70 (21)                           | 72 (22)                           | 73 (23)                           | 72 (22)                           | 59 (15)                           | 50 (10)                           | 44 (7)                            | 36 (2)                            |
| أدنى درجة حرارة °ف (°م)           | 25 (−4)                           | 32 (0)                            | 29 (−2)                           | 46 (8)                            | 53 (12)                           | 66 (19)                           | 67 (19)                           | 68 (20)                           | 66 (19)                           | 49 (9)                            | 33 (1)                            | 24 (−4)                           | 24 (−4)                           |
| الهطول إنش (مم)                   | 1.80 (46)                         | 1.63 (41)                         | 1.53 (39)                         | 1.60 (41)                         | 2.51 (64)                         | 4.93 (125)                        | 4.55 (116)                        | 3.90 (99)                         | 5.19 (132)                        | 3.12 (79)                         | 1.86 (47)                         | 1.58 (40)                         | 34.2 (869)                        |
| المصدر: Weather Underground       |                                   |                                   |                                   |                                   |                                   |                                   |                                   |                                   |                                   |                                   |                                   |                                   |                                   |